# Myzocallis coryli
Myzocallis coryli är en insektsart som först beskrevs av Johann August Ephraim Goeze 1778.  Myzocallis coryli ingår i släktet Myzocallis och familjen långrörsbladlöss. Arten är reproducerande i Sverige. Inga underarter finns listade i Catalogue of Life.